# 清朝海军舰艇列表
清朝海军舰艇列表是清朝旧式水师和清朝新式海軍曾保有包含未完成和计划中止的舰艇列表。

## 舰艇列表（近代海軍以前）
清朝在1875年开建设清朝新式海軍前，以及1875年之后购置，但在近代化水师成军前服役的舰艇。

### 通報舰
- 鎮吳 - 1863年、英國、木造船、6門[1]

### 护卫舰
- 海安級 - 2艘
  - 海安（Hai An） - 同治12年(1873年)、26門、江南造船所
  - 馭遠（Yu Yuen） - 1873年、26門

回到目录

### 单桅帆船

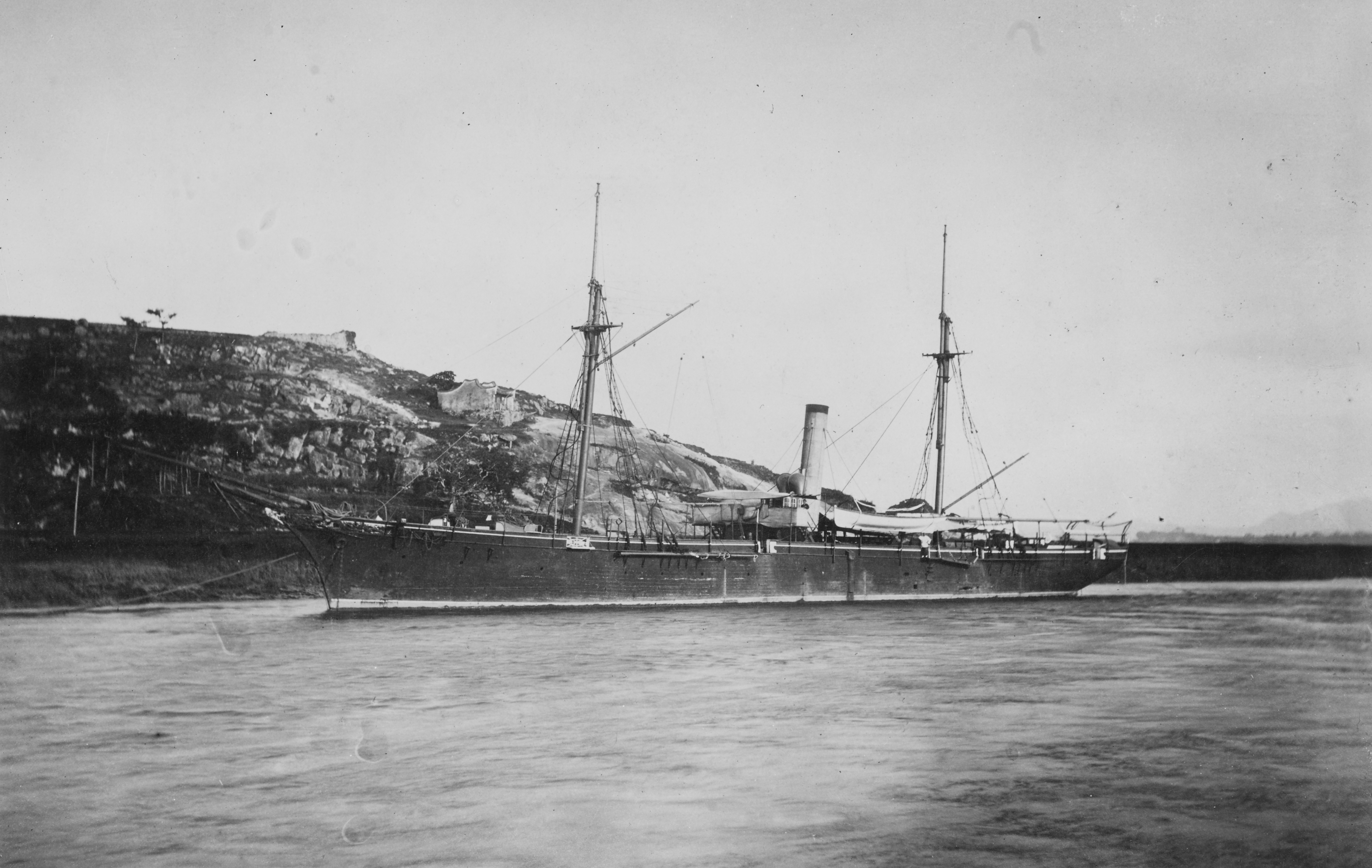
「伏波」的照片

- 万年清（Wan Nien Ch'ing） - 1869年、福州船政局、木造船、3門

- 伏波級 - 7艘
  - 伏波（Fu Po） - 同治10年2月(1871年)、福州船政局、木造船、5門
  - 安瀾（An Lan） - 同治11年11月(1872年)、福州船政局、木造船、5門
  - 飛雲（Fei Yuan） - 同治11年9月(1872年)、福州船政局、木造船、5門
  - 济安（Chi An） - 同治13年3月(1874年)、福州船政局、木造船、5門
  - 元凱（Yuan Kai） - 光緒元年8月(1875年)、福州船政局、木造船、5門
  - 登瀛洲（Teng Ying Chen） - 1876年、福州船政局、木造船、5門
  - 泰安（T'ai An） - 光緒3年3月(1877年)、福州船政局、木造船、5門

- 揚武（英语：Chinese corvette Yangwu）（Yang Wu） - 同治11年11月(1872年)、福州船政局、木造船、13門

- 威遠級 - 4艘

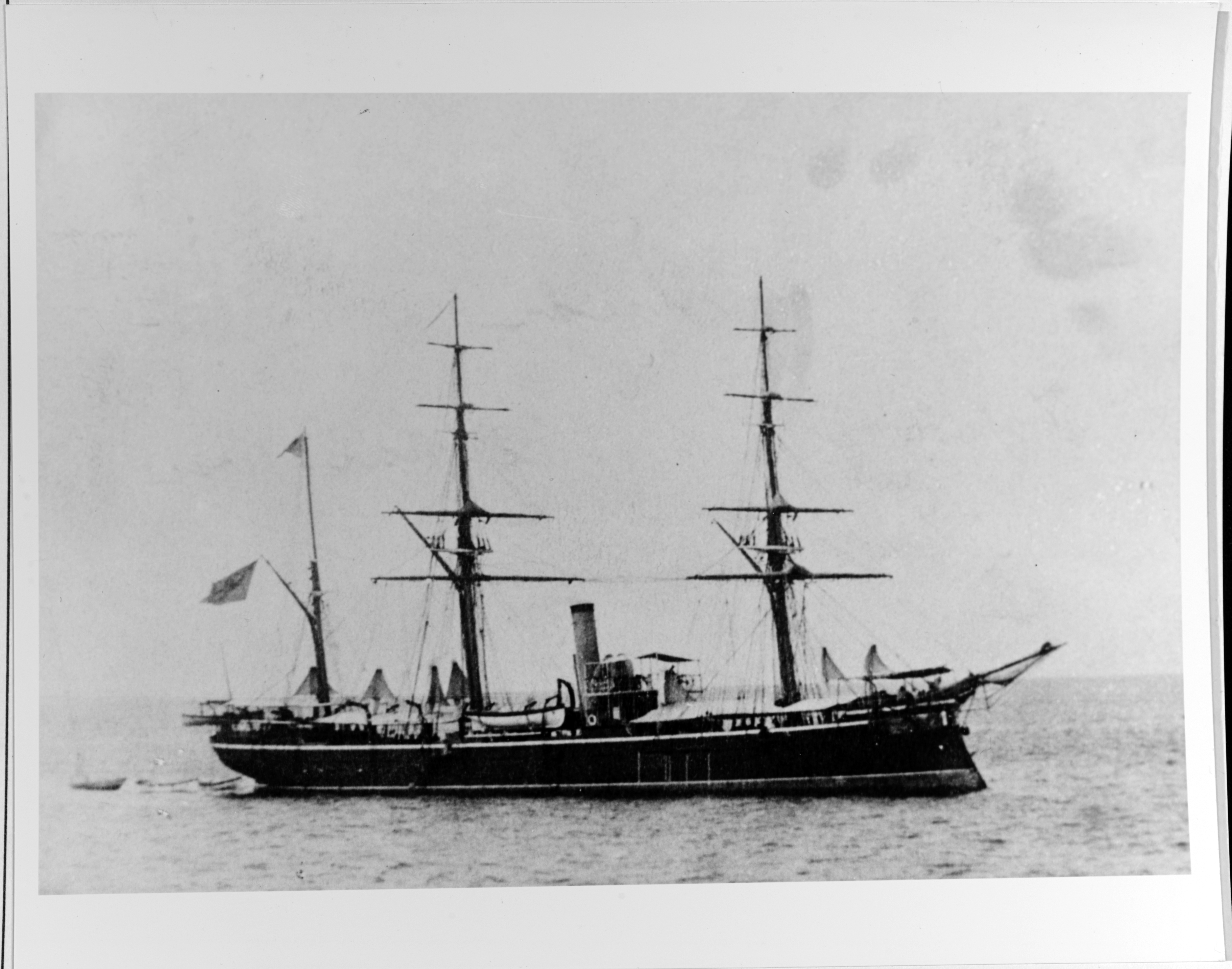
威遠號

  - 威遠（Wei Yuen） - 光緒3年8月(1877年)、福州船政局、鉄筋木造殻船、7門
  - 超武（Chao Wu） - 光緒4年8月(1878年)、福州船政局、鉄筋木造殻船、7門
  - 康济（Kang Chi） - 1879年、福州船政局、木造船、7門
  - 澄庆（Teng Ch'ing） - 1887年、7門

回到目录

### 砲舰
- ●●（Tien Tsiw） - 1863年、5門
- 广東級 - 2艘
  - 广東（Kwang Tung） - 1868年、英国莱德造船廠（英语：Cammell Laird）、3門
  - 山東（Shang Tung） - 1863年、3門
- 湄雲級 - 2艘
  - 湄雲（Mei Yuan） - 同治8年8月(1869年)、福州船政局、木造船、3門
  - 福星（Fu Hsing） - 同治9年9月(1870年)、福州船政局、木造船、3門
- 蓬州海（Peng Chao Hai） - 1869年、4門
- 鎮海級 - 3艘
  - 鎮海（Chen Hai） - 1867年、法国造、4門
  - 澄清（Cheng Qing） - 1867年、法国造、4門
  - 綏靖（Sui Ching） - 1867年、法国造、4門
- 藝新（日语：藝新 (砲艦)）（I hsin） - 1870年、福州船政局、木造船、5門
- 鎮海級 - 2艘
  - 鎮海（Chen Hai） - 1871年、福州船政局、木造船、6門
  - 振威（Chen Wei） - 1872年、福州船政局、木造船、6門
- 靖遠（Ching Yuan） - 1872年、福州船政局、木造船、4門
- 操江（Ts'ao Chiang） - 1869年、江南造船所、木造船、4門

- 建勝級 - 2艘
  - 建勝（Chien Sheng） - 1875年、美国造、1門
  - 福勝（Fu Sheng） - 1875年、美国造、1門

- ●●（Tiong Sing） - 1875年、1門

- Alpha級 - 2艘
  - 龍驤（Alpha） - 1876年、英国・阿姆斯特朗兵工厂、3門
  - 虎威（Beta） - 1876年、英国・阿姆斯特朗兵工厂、3門
- Gamma級 - 2隻
  - 飛霆（Gamma） - 1876年、英国・阿姆斯特朗兵工厂、3門
  - 策電（Delta） - 1876年、英国・阿姆斯特朗兵工厂、3門
- Epsilon級 - 4艘
  - 鎮東（日语：鎮東 (砲艦)）（Chen Tung） - 1879年、英国・阿姆斯特朗兵工厂、3門
  - 鎮西（日语：鎮西 (砲艦)）（Chen Hsi） - 1879年、英国・阿姆斯特朗兵工厂、3門
  - 鎮南（日语：鎮南 (砲艦)）（Chen Nan） - 1879年、英国・阿姆斯特朗兵工厂、3門
  - 鎮北（日语：鎮北 (砲艦)）（Chen Pei） - 1879年、英国・阿姆斯特朗兵工厂、3門
- Iota級 - 3隻
  - 鎮中（日语：鎮中 (砲艦)）（Chen Chung） - 1880年、英国・阿姆斯特朗兵工厂、3門
  - 鎮邊（Chien Pien） - 1880年、英国・阿姆斯特朗兵工厂、3門
  - 海鏡清（Hoi Ching Ching） - 1880年、英国・阿姆斯特朗兵工厂、3門
- 海東雄（Hoi Tung Hung） - 1880年、黄埔造船所、3門

回到目录

## 舰艇列表（近代海軍）
1875年清朝开始建设新式海军之后建造及购买的舰艇。

### 铁甲舰
- 定遠級 - 2艘
  - 定遠（Ting Yuen）、
  - 鎮遠（Chen Yuan）

回到目录

### 装甲巡洋舰
- 經遠級 - 2艘
  - 經遠（King Yuan） - 光绪12年(1886年)、德国製
  - 來遠（Lai Yuan） - 光绪12年(1886年)、德国製

### 岸防巡洋舰
- 平遠（Ping Yuen） - 光绪15年4月(1889年)、福州船政局、鋼甲鋼殻舰

### 防护巡洋舰
- 濟遠級 - 1艘

濟遠（Chi Yuan） - (1885年)德国伏爾鏗造船廠
- 致遠級 - 2艘
  - 致遠（Chih Yuan） - 光绪12年(1886年)、英国製
  - 靖遠（Ching Yuan） - 光绪12年(1886年)、英国製

- 广乙級 - 3艘
  - 广乙（Kuang Yi） - 光緒16年10月(1890年) 福州船政局，铁胁铁壳
  - 广丙（Kuang P'ing） - 光緒17年10月(1891年) 福州船政局，铁胁铁壳
  - 福靖 - 1893年 福州船政局，铁胁铁壳

- 海天級(4300吨) - 2艘
  - 海天（Hai Tien） - 光緒22年(1896年) 英国 阿姆斯特朗埃尔斯维克造船厂
  - 海圻（Hai Chi） - 光緒23年(1897年) 英国 阿姆斯特朗劳·沃克造船厂

- 海容級(2950吨) - 3艘
  - 海容（Hai-Yung） - 光緒22年(1896年) 德国 伏尔铿造船厂
  - 海籌（Hai-Shew） - 光緒22年(1896年) 德国 伏尔铿造船厂
  - 海琛（Hai-Shen） - 光緒22年(1896年) 德国 伏尔铿造船厂

- 肇和級(2500～2750吨) - 2艘
  - 肇和（Chao Ho） - 光緒22年(1906年)、英国・阿姆斯特朗兵工厂造船所
  - 應瑞（Ying Swei） - 光緒22年(1906年)、英国・维克斯造船所

### 无防护巡洋舰
- 超勇級 - 2艘
  - 超勇（Chao Yung） - 光緒5年(1879年)、英国・阿姆斯特朗兵工厂造船所
  - 揚威（Yang Wei） - 光緒5年(1879年)、英国・阿姆斯特朗兵工厂造船所

- 開济級 - 3艘

南琛号

  - 開济（Kai Che） - 1883年、福州船政局、木造船、8門
  - 鏡清（King Ch'ing） - 1885年、福州船政局、木造船、10門
  - 寰泰（Huan T'ai） - 1886年、福州船政局、木造船、7門

- 南琛級 - 3艘
  - 南琛（Nan Thin）
  - 南瑞（Nan Shuin）

●●（Fu Ch'ing）、
- 通济級 - 2艘
  - 通济（Tung Chi）- 1894年、福州船政局
  - 福安（Fu An）- 1897年、福州船政局

- 保民（Pao Min） - 1艘

回到目录

### 通報舰
- 广甲（Kuang Chia） - 1艘

### 鱼雷砲舰
- 飛霆（Fei Ting） - 1895年9月、英国考斯偉德船廠（英语：J. Samuel White）
- 飛鷹（Fei Ying） - 1895年12月、德国伏尔铿造船厂
- 建威級 - 2艘，1902年
  - 建威（Jiang wei）
  - 建安（Jiang an）

回到目录

### 驱逐舰
第一次世界大战以前的驱逐舰
- 海龍級 - 4艘、德国碩效造船廠（德语：Schichau-Werke）

海華（Hai Hoha）、海龍（Hai Lung）、海犀（Hai Hse）、海青（Hai Ying）
- 龍湍 - 奧地利的里雅斯德技術工場（德语：Stabilimento_Tecnico_Triestino）

- 建康級 - 3艘、德国碩效造船廠
  - 建康（Chien Kang）
  - 豫章（Yu Chang）
  - 同安（Tung An）

回到目录

### 炮舰、炮艇
- 江元級[3] - 4艘

江元（Chiang-Yuan）、江亨（Chiang-Hung）、江利（Chiang-Li）、江貞（Chiang-Chen）
- 楚泰級[4] - 6艘

楚泰（Chu-Tai）、楚同（Chu-Tung）、楚有（Chu-Yiu）、楚謙（Chu-Chien）、楚豫（Chu-Yu）、楚观（Chu-Kuan）、
- 甘泉（Kuan-Chuan） - 1艘

- 安豐（An-Feng） - 1艘

- 聯鯨（Lien-Ching） - 1艘

回到目录

### 鱼雷艇
- 『伏爾鏗』型 - 2艘[5]

乾1、乾2
- 『伏爾鏗』型 - 3艘[6]

雷龍、雷虎、雷中
- 『碩效（英语：Schichau-Werke）』型 - 8艘

雷乾、雷坤、雷離、雷坎、雷震、雷巽、雷艮、雷兌
- 『伏爾鏗』型 - 4艘[7]

定遠1、定遠2、鎮遠1、鎮遠2
- 『伏爾鏗』型 - 5艘[8]

左隊2、左隊3、右隊1、右隊2、右隊3
- 福龍（Fu Lung） - 1艘

- 左隊1号（Tso I） - 1艘

- 『碩效（英语：Schichau-Werke）』型 - 2艘

張（Chang）、列（Lieh）
- 『伏爾鏗』型 - 2艘

辰（Chen）、宿（Su）
- 『Normand』型[3] - 4艘

湖鵬（Hu-Peng）、湖鶚（Hu-Ngo）、湖鷹（Hu-Ying）、湖隼（Hu-Chung）
回到目录

## 相关組織所属船艇
回到目录

## 脚注
1. ↑  李泰國命名為「江蘇」艦，到達中國後清廷改名「鎮吳」艦，賣給薩摩藩後改名「春日丸」，加入日本帝國海軍後稱為「春日」。
2. ↑  Kowner, R., Historical Dictionary of the Russo-Japanese War （页面存档备份，存于）, p. 182
3. 1 2  日本・川崎造船所建造。
4. ↑  日本・川崎造船所で建造。
5. ↑  1881年建造
6. ↑  1883-84年建造
7. ↑  1883年建造。内1隻は日『第28号水雷艇』に
8. ↑  1894年建造。日『第26号水雷艇』『第27号水雷艇』に